# Незабравимият ден
„Незабравимият ден“ е български игрален филм (драма) от 1975 година на режисьора Петър Донев, по сценарий на Петър Донев и Никола Тихолов. Оператор е Красимир Костов, а художник – Петко Бончев. Музиката във филма е композирана от Тончо Русев.
Вторият футболен филм в българското кино е „Незабравимият ден“, с участието на футболисти от „Славия“, „Левски“ и „Локомотив“, някои дори с реплики и с важни роли като Божидар Григоров – централен нападател на отбора в любовен триъгълник с треньора и обща любима жена по сценарий. Другият спортен герой на екрана е футболистът Илия Величков – Гулията, изпълняващ дрибъл в едър план.
Прожекцията била с включени кадри от исторически сблъсък между „Славия“ и „Левски“ през лятото на 1974 година – единственият случай, когато славистите са играли с оранжеви екипи заради сюжета на „Незабравимият ден“.

## Сюжет
Треньорът на популярния футболен отбор „Средец“ Каролев е изправен пред труден избор – да приеме чужди на спорта условия или да напусне отбора, с който е делил радости, успехи и неудачи. Усилията му за създаването на сплотен екип, способен да преодолява разни изпитания, изискват време и търпение, което липсва на ръководството. Затова Каролев е принуден да напусне спорта и да се върне към първоначалната си професия – биологията. Но любовта му към футбола остава, както и към любимата Марта, ухажвана и от централния нападател. Раздялата с футбола обаче не е окончателна. Задава се сериозно предизвикателство. Отборът на „Средец“ трябва да се срещне в отговорен мач с нашумелия чуждестранен тим „Валпуреджо“. Ръководителите се обръщат за помощ към Каролев. Той трябва да мотивира футболистите да играят за победа със спортни умения и като екип, свързани не само с цветовете и емблемата на дружеството...

## Актьорски състав
- Стойчо Мазгалов – Каролев
- Огнян Желязков – Тоник
- Наталия Маркова – Марта
- футболният отбор на ДФС „Славия“
- Николай Бинев
- Кирил Янев
- Владимир Давчев
- Иван Джамбазов – Алдев
- Кирил Господинов
- Теофан Хранов
- Божидар Григоров – Сотиров
- Георги Гугалов
- Илия Величков
- Евстати Стратев
- Любен Петров
- Васил Димитров
- Тодор Георгиев
- Иван Григоров
- Георги Джубрилов
- Асен Дяковски
- Цветана Атанасова
- Светла Колчевска